# رودوبسين

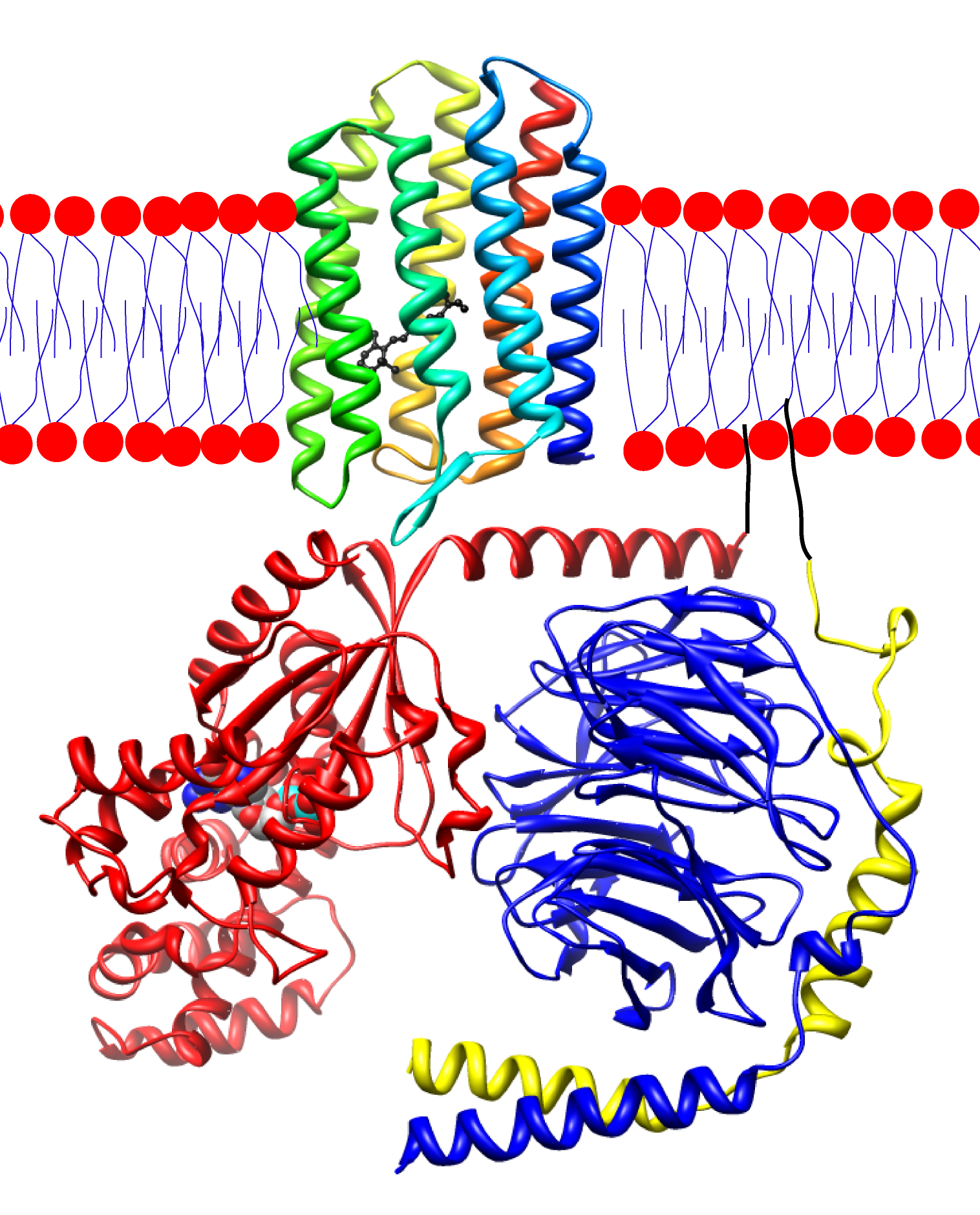
Le complexe rhodopsine-transducine. La rhopsine est la structure multicolore traversant la ليبيد ثنائي الطبقة. On y distingue le ريتينال en noir à l'intérieur.

رودوبسين أو رودوبسن (Rhodopsin) أو (الصباغ البنفسجي ) هو صباغ موجود في شبكية العين في الخلايا النبوتية (Rod cells ) التي تحتوي على أقراص من مادة بروتينية تسمى رودوبسين . ذلك البروتين هو المسؤول في تكوين خلايا الشبكية للتفرقة بين الفاتح والغامق . للرودوبسين قدرة على امتصاص الضوء وتكوين صورة واضحة تفرق بين الفاتح والغامق . وبالتالي فهو مهم للرؤية. رودوبسين ينتمي إلى مركبات المستقبلات المقترنة بالبروتين ج وهو حساس جداً للضوء . فعند سقوط الضوء عليه يقوم الصباغ بالأبيضاض (Bleaches) لكن الجسم يقوم بإعادة تصنيعه مرة أخرى خلال حوالي نصف ساعة. يحتاج الجسم إلى فيتامين أ (Retinal) الذي تقوم باستخدامه الخلايا النبوتية في العين للرؤية ولهذا فإن نقص فيتامين أ في الجسم يؤدي إلى مرض العشى أو العمى الليلي من الآباء إلى الأبناء.
يوجد الرودوبسين في الخلايا النبوتية في شبكية العين، وهو المسؤول عن الرؤية في الظلام، حيث يفرق بين الفاتح والغامق . طفرات سلبية يمكن أن تحدث لجين أوبسين فتؤدي إلى التهاب الشبكية الصباغي وبالتالي فهو يورث العمى الليلي.
بجانب الرودوبسين توجد مستقبلات ضوئية أخرى عديدة، تختلف فيما بينها بحساسيات مختلفة للضوء على اختلاف طول موجاته ؛ وبالتالي تختلف المستقبلات للضوء في مدى حساسيتها لألوان الضوء . فمثلا تحس الخلايا المخروطية الموجودة في الشبكية عن طريق 3 يودوبسينات iodopsine مختلفة، تختلف فيما بينها قليلا في تسلسل الحمض الأميني فيها.

## اقرأ أيضا
- أوبسين
- دالة لمعان
- رؤية النهار ورؤية في الظلام
- ريتينال